# 전지구정보시스템센터
전지구정보시스템센터(Global Information System Centre, GISC)는 세계기상기구(WMO)의 세계기상통신망인 WIS의 중추 역할을 하는 기상정보 데이터베이스 센터이다.
- GISC 베이징
- GISC 엑세터
- GISC 멜버른
- GISC 오펜바흐
- GISC 서울
- GISC 도쿄
- GISC 툴루즈
- GISC 테헤란

## GISC 서울
2012년 스위스 제네바에서 열린 세계기상기구(WMO) 집행이사회에서 세계에서 6번째로 전지구정보시스템센터를 서울에 유치하기로 하였다. 이로써 대한민국은 중국과 일본에 의지하지 않고도 전 세계 기상정보를 직접 관리하고 국내외에 공급할 수 있게 되었다.